# Edgar Savisaar
Edgar Savisaar (ur. 31 maja 1950 w Harku, zm. 29 grudnia 2022 w Tallinnie) – estoński polityk, założyciel i wieloletni przewodniczący Estońskiej Partii Centrum. Pierwszy premier Estonii po odzyskaniu niepodległości. Minister spraw wewnętrznych oraz minister spraw gospodarczych i komunikacji, w latach 2001–2004 i ponownie od 2007 do 2015 burmistrz Tallinna.

## Życiorys
W 1968 ukończył szkołę średnią, a w 1973 studia z zakresu historii na Uniwersytecie w Tartu. W 1980 uzyskał stopień kandydata nauk na podstawie rozprawy poświęconej Klubowi Rzymskiemu. Pracował m.in. jako wykładowca, w latach 1980–1985 był przewodniczącym zarządu lokalnego komitetu planowania, a następnie do 1988 dyrektorem wydziału w krajowym komitecie planowania. Później przez rok pracował jako dyrektor ds. naukowych w przedsiębiorstwie doradczym.
W 1989 został wiceprzewodniczącym Rady Ministrów Estońskiej SRR i przewodniczącym Państwowego Komitetu Planowania, w 1990 objął stanowisko ministra spraw gospodarczych republiki. 3 kwietnia 1990 został zaś mianowany na urząd przewodniczącego Rady Ministrów. Gdy Estonia 20 sierpnia 1991 ogłosiła niepodległość, Edgaar Savisaar został jej pierwszym premierem. Urząd ten pełnił do 29 stycznia 1992, gdy zrezygnował w związku z problemami gospodarczymi w kraju po transformacji ustrojowej.
W 1991 założył i stanął na czele Estońskiej Partii Centrum. Kierował nią do 1995, po czym w 1996 powrócił na funkcję przewodniczącego centrystów. Od 1992 do 1995 pełnił funkcję wicemarszałka Zgromadzenia Państwowego. Od lat 90. regularnie wybierany w skład Riigikogu, rezygnując z mandatu z uwagi na zakaz łączenia stanowisk. Od kwietnia do listopada 1995 zajmował stanowisko ministra spraw wewnętrznych. Został zdymisjonowany po tym, jak zarzucono mu udział w aferze związanej z nagrywaniem prywatnych rozmów polityków, by spowodować upadek rządzącego gabinetu. Edgaar Savisaar postanowił wówczas wycofać się z centralnej polityki. W 1996 wziął udział w wyborach lokalnych i został przewodniczącym rady miejskiej Tallinna (do 1999), pozostał również posłem do krajowego parlamentu.
Od grudnia 2001 do października 2004 sprawował urząd burmistrza Tallinna. Musiał ustąpić po przegłosowaniu wobec niego wotum nieufności. 13 kwietnia 2005 po wejściu Estońskiej Partii Centrum w skład nowej koalicji rządowej objął stanowisko ministra spraw gospodarczych i komunikacji w pierwszym rządzie Andrusa Ansipa, pełnił tę funkcję do 5 kwietnia 2007. Również w kwietniu 2007 powrócił na urząd burmistrza estońskiej stolicy.
Był wybierany ponownie do estońskiego parlamentu, rezygnując jednak z objęcia mandatu. Czasowo wykonywał go w 2015, ostatecznie zrzekł się miejsca w Zgromadzeniu Państwowym.
W marcu 2015 został hospitalizowany w związku z zapaleniem płuc, ze względu na ostrą infekcję konieczna była amputacja jednej z nóg. W tym samym miesiącu obowiązki przewodniczącej partii przejęła Kadri Simson. We wrześniu 2015 został sądownie zawieszony w pełnieniu funkcji burmistrza w związku z przedstawionymi mu zarzutami korupcyjnymi, a obowiązki burmistrza przejął Taavi Aas. W listopadzie 2016 na funkcji przewodniczącego centrystów zastąpił go Jüri Ratas. W 2017 uzyskał mandat radnego Tallinna z ramienia własnego komitetu wyborczego.

## Życie prywatne
Edgar Savisaar był żonaty trzykrotnie, miał dwie córki i dwóch synów. W działalność polityczną zaangażowali się jego syn Erki Savisaar i była żona Vilja Toomast.

## Odznaczenia
- Medal Rady Bałtyckiej – 2009[12]